# Matthias Kaiser (Autor)

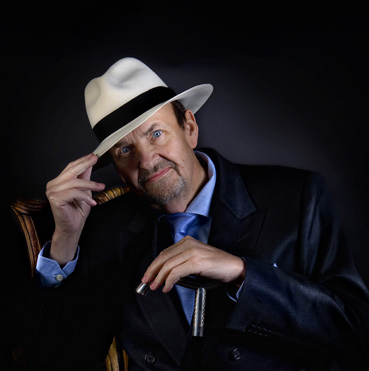
Matthias Kaiser (2011)

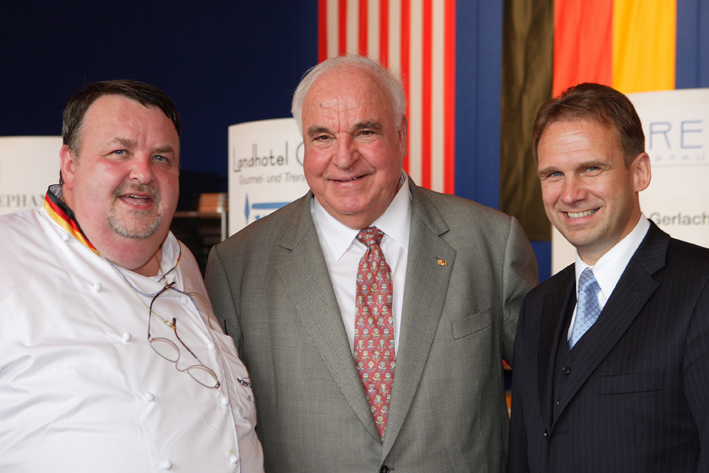
Matthias Kaiser (links) 2005 mit Helmut Kohl und Dieter Althaus (rechts)

Ernst Erich Eusebio Matthias Kaiser (* 5. Juni 1950 in Mühlhausen, Thüringen) ist ein deutscher Buchautor.

## Leben
Matthias Kaiser erlernte in der DDR die Berufe „Grubenelektroschlosser mit Abitur“ im Kaliwerk Volkenroda und Koch. Unter der Anleitung des Mühlhäuser Autors Manfred Thiele verfasste er Lyrik und Prosa. Von 1976 bis 1989 arbeitete er als Koch im Restaurant Vierpfennighaus. Kurz vor der Wende 1989 zog er in die Bundesrepublik Deutschland nach Bad Hersfeld. Dort lernte er den Beruf eines Versicherungskaufmanns, der ihn 1993 im Auftrag der öffentlich-rechtlichen Brandkasse zurück nach Thüringen führte.
Seit 2002 arbeitet er auch als Fotograf. Seine Fotos stellt er aus, wie z. B. 2013 im Thüringer Landtag.
Kaiser ist heute in Thüringen hauptsächlich als Restauranttester bekannt. Seine satirischen Restaurantkritiken in der Zeitungsgruppe Thüringen erreichen wöchentlich über eine Million Leser. Daneben verfasst er kulinarische Bücher, die mit seinen Fotos illustriert sind.

## Auszeichnungen
- 2011: Silbermedaille Kategorie Kochen, Backen, Getränke der Gastronomischen Akademie Deutschlands[6] für sein Buch Der Grünkohl-Casanova
- 2012: Silbermedaille Kategorie Kochen, Backen und Lebensmittel der Gastronomischen Akademie Deutschlands[7] für sein Buch Neues vom Grünkohl-Casanova

## Schriften
- Zeitungsgruppe Thüringen (Herausgeber): Tafeln in Erfurt. Verlag: art de cuisine (2003), ISBN 3-9809040-2-4
- Zeitungsgruppe Thüringen (Herausgeber): Tafeln in Thüringen. Verlag: art de cusine (2004), ISBN 3-9809803-0-8
- Zeitungsgruppe Thüringen (Herausgeber): Thüringer Streifzüge 1 bis 4 – Eindrücke, Erlebnisse und Rezeptsammlung eines Restaurant-Kritikers. Verlag: art de cuisine (2005), ISBN 3-9809803-8-3
- Zeitungsgruppe Thüringen (Herausgeber): Ega Park – Erfurts beliebtester Freizeit- und Erholungspark. Verlag: art de cuisine (2009), ohne ISBN
- Christian Heumader: Maître de Cuisine im Feinschmeckerrestaurant „Posthalterei“ in Meiningen. Verlag: art de cuisine (2007), ISBN 978-3-9811537-0-5
- mit Marcel Mende (Illustrator): Der Eichsfeld-Report: Außergewöhnliche Einblicke in die Bewirtungskultur einer unbeugsamen Region. Verlag: art de cuisine (2009), ISBN 978-3-9811537-3-6
- Aschara – Auf den Spuren des guten Geschmacks. Verlag: art de cuisine (2009), ISBN 978-3-9811537-1-2
- Der Grünkohl-Casanova: Satiren, Anekdoten und Rezepte aus den Küchen unserer Großmütter. Verlag: art de cuisine (2009), ISBN 978-3-9811537-2-9
- Neues vom Grünkohl-Casanova: Satiren, Anekdoten und Rezepte aus den Küchen unserer Großmütter. Verlag: art de cuisine (2011), ISBN 978-3-9811537-4-3
- Aschara – Die satirische Grillfibel. Verlag: art de cuisine (2011), ISBN 978-3-9811537-1-2
- Das Sprottenballett. Verlag: art de cuisine (2013), ISBN 978-3-9811537-6-7